# Zaleya
Genre
Classification phylogénétique
Zaleya Burm.f. est un genre de plante de la famille des Aizoaceae.
Zaleya Burm.f., Fl. Indica: 110 (1768)
Type : Zaleya decandra (L.) Burm.f. (Trianthema decandra L.)

## Liste des espèces
- Zaleya camillei (Cordem.) H.E.K.Hartmann
- Zaleya decandra (L.) Burm.f.
- Zaleya galericulata (Melville) H.Eichler
- Zaleya govindia (Buch.-Ham. ex G.Don) N.C.Nair
- Zaleya pentandra (L.) C.Jeffrey
- Zaleya redimita (Melville) Bhandari
- Zaleya sennii (Chiov.) C.Jeffrey